# NGC 2085
NGC 2085 (другое обозначение — ESO 57-EN16, N160B) — эмиссионная туманность в созвездии Золотой Рыбы, расположенная в Большом Магеллановом Облаке. Открыта Джоном Гершелем в 1834 году. В туманности находится жёлтый сверхгигант HD 269953, окружённый большим количеством пыли, и, вероятно, в прошлом бывший красным сверхгигантом.
Этот объект входит в число перечисленных в оригинальной редакции «Нового общего каталога».